# Anders Svensson
Anders Gunnar Svensson (Göteborg, 17 luglio 1976) è un ex calciatore svedese.
Con 148 presenze, è primo nella classifica di presenze nella nazionale svedese, di cui è stato anche capitano.

## Caratteristiche tecniche
Giocatore di personalità, giocava principalmente da centrocampista offensivo, anche se durante la permanenza al Southampton veniva spesso utilizzato sulla fascia sinistra. È stato uno specialista dei calci piazzati.

## Carriera

### Club
La sua prima squadra è stata il Guldhedens IK, formazione allenata dal padre Bertil, nella quale inizia a giocare a calcio all'età di cinque anni. Dieci anni più tardi si sposta all'Hestrafors IF, mentre nel 1993 inizia a far parte dell'IF Elfsborg.
Nel 1994 ha fatto il suo debutto in prima squadra, che al tempo militava in Division 1, la serie cadetta dell'epoca. Il primo gol in carriera lo ha realizzato nella prima giornata del campionato 1995, sul campo dell'IFK Hässleholm. Nella stagione 1996 Svensson è stato tra gli artefici della promozione in Allsvenskan, campionato in cui l'Elfsborg mancava dal 1987. Nel 2001 ha vinto la Coppa di Svezia battendo in finale l'AIK ai calci di rigore, trasformando il suo penalty: era dal 1961 che la sua squadra non vinceva un trofeo nazionale.
Dopo 155 presenze con l'Elfsborg condite da 38 reti, il 14 giugno 2001 Svensson è stato acquistato ufficialmente dal Southampton per 750.000 sterline. Al primo anno in Premier League ha segnato 4 gol in 35 presenze con la maglia dei Saints, i quali hanno mancato la qualificazione alle coppe europee per un punto. Il 17 maggio 2003 ha giocato da titolare la finale di FA Cup, vinta però dall'Arsenal. L'anno seguente ha partecipato anche alla coppa UEFA. Nonostante l'offerta di un nuovo contratto da parte del Southampton, Svensson ha preferito rifiutare per fare ritorno alla sua vecchia squadra.
Rientrato all'Elfsborg nell'estate 2005, è tornato ad essere sin da subito uno dei leader della squadra. Nel 2006 ha contribuito, da capitano, alla conquista dello scudetto che mancava da 45 anni, successo poi bissato nell'Allsvenskan 2012. Nel precampionato 2014 ha lasciato la fascia di capitano al compagno di squadra Johan Larsson. All'inizio della stagione 2015 ha ufficializzato che quello che stava per iniziare sarebbe stato il suo ultimo anno all'Elfsborg. Chiude dopo aver collezionato 421 presenze in giallonero in campionato.

### Nazionale
Ha debuttato con la nazionale maggiore nel novembre 1999, in occasione di una partita contro il Sudafrica.
Ai Mondiali nippo-coreani 2002 ha messo a segno un gol su punizione contro l'Argentina e fornito un assist su corner a Henrik Larsson nell'ottavo di finale contro il Senegal. Oltre a ciò, è stato convocato anche per i Mondiali 2006 e per le edizioni 2004, 2008 e 2012 degli Europei. Nell'ottobre 2013 è diventato il giocatore con più presenze all'attivo in nazionale, superando Thomas Ravelli che era fermo a quota 143. Nel dicembre 2013, dopo aver disputato 148 partite, ha annunciato il suo ritiro dalla nazionale.

## Statistiche

### Presenze e reti nei club
Statistiche aggiornate al 31 ottobre 2015.
| Stagione           | Squadra            | Campionato         | Campionato | Campionato | Coppe nazionali | Coppe nazionali | Coppe nazionali | Coppe continentali | Coppe continentali | Coppe continentali | Altre coppe | Altre coppe | Altre coppe | Totale | Totale |
| Stagione           | Squadra            | Comp               | Pres       | Reti       | Comp            | Pres            | Reti            | Comp               | Pres               | Reti               | Comp        | Pres        | Reti        | Pres   | Reti   |
| ------------------ | ------------------ | ------------------ | ---------- | ---------- | --------------- | --------------- | --------------- | ------------------ | ------------------ | ------------------ | ----------- | ----------- | ----------- | ------ | ------ |
| 1997               | Elfsborg           | A                  | 26         | 3          | CS              | -               | -               | -                  | -                  | -                  | -           | -           | -           | 26     | 3      |
| 1998               | Elfsborg           | A                  | 26         | 5          | CS              | 4               | 1               | -                  | -                  | -                  | -           | -           | -           | 30     | 6      |
| 1999               | Elfsborg           | A                  | 20         | 3          | CS              | 3               | 2               | -                  | -                  | -                  | -           | -           | -           | 23     | 5      |
| 2000               | Elfsborg           | A                  | 24         | 10         | CS              | 3               | 0               | -                  | -                  | -                  | -           | -           | -           | 27     | 10     |
| 2001               | Elfsborg           | A                  | 8          | 5          | CS              | 5               | 2               | CU                 | 0                  | 0                  | -           | -           | -           | 13     | 7      |
| 2001-2002          | Southampton        | PL                 | 34         | 4          | FACup+CdL       | 1+3             | 0+2             | -                  | -                  | -                  | -           | -           | -           | 38     | 6      |
| 2002-2003          | Southampton        | PL                 | 33         | 2          | FACup+CdL       | 7+1             | 2+0             | -                  | -                  | -                  | -           | -           | -           | 41     | 4      |
| 2003-2004          | Southampton        | PL                 | 30         | 0          | FACup+CdL       | 1+1             | 0               | CU                 | 2                  | 0                  | -           | -           | -           | 34     | 0      |
| 2004-2005          | Southampton        | PL                 | 30         | 4          | FACup+CdL       | 2+2             | 0               | -                  | -                  | -                  | -           | -           | -           | 34     | 4      |
| Totale Southampton | Totale Southampton | Totale Southampton | 127        | 10         |                 | 18              | 4               |                    | 2                  | 0                  |             | -           | -           | 147    | 14     |
| 2005               | Elfsborg           | A                  | 9          | 0          | CS              | 3               | 0               | -                  | -                  | -                  | -           | -           | -           | 12     | 0      |
| 2006               | Elfsborg           | A                  | 26         | 7          | CS              | 2               | 0               | -                  | -                  | -                  | RL          | 3           | 0           | 31     | 7      |
| 2007               | Elfsborg           | A                  | 23         | 9          | CS              | 1               | 0               | UCL+CU             | 6+6                | 0                  | SS          | 1           | 0           | 37     | 9      |
| 2008               | Elfsborg           | A                  | 19         | 1          | CS              | 2               | 0               | Int+CU             | 4+2                | 0                  | -           | -           | -           | 27     | 1      |
| 2009               | Elfsborg           | A                  | 26         | 4          | CS              | 1               | 0               | UEL                | 6                  | 1                  | -           | -           | -           | 33     | 5      |
| 2010               | Elfsborg           | A                  | 27         | 0          | CS              | 2               | 0               | UEL                | 5                  | 1                  | -           | -           | -           | 34     | 1      |
| 2011               | Elfsborg           | A                  | 27         | 3          | CS              | 3               | 0               | UEL                | 5                  | 0                  | -           | -           | -           | 35     | 3      |
| 2012               | Elfsborg           | A                  | 28         | 6          | CS              | 4               | 0               | UEL                | 5                  | 0                  | -           | -           | -           | 37     | 6      |
| 2013               | Elfsborg           | A                  | 28         | 0          | CS              | 4               | 0               | UCL+UEL            | 3+8                | 0                  | -           | -           | -           | 43     | 0      |
| 2014               | Elfsborg           | A                  | 25         | 2          | CS              | 6               | 0               | UEL                | 5                  | 0                  | SS          | 1           | 0           | 37     | 2      |
| 2015               | Elfsborg           | A                  | 28         | 2          | CS              | 5               | 1               | UEL                | 6                  | 1                  | -           | -           | -           | 39     | 4      |
| Totale Elfsborg    | Totale Elfsborg    | Totale Elfsborg    | 370        | 60         |                 | 48              | 6               |                    | 61                 | 3                  |             | 5           | 0           | 484    | 69     |
| Totale carriera    | Totale carriera    | Totale carriera    | 487        | 70         |                 | 66              | 10              |                    | 63                 | 3                  |             | 5           | 0           | 631    | 83     |

### Cronologia presenze e reti in nazionale
| Cronologia completa delle presenze e delle reti in nazionale ― Svezia | Cronologia completa delle presenze e delle reti in nazionale ― Svezia | Cronologia completa delle presenze e delle reti in nazionale ― Svezia | Cronologia completa delle presenze e delle reti in nazionale ― Svezia | Cronologia completa delle presenze e delle reti in nazionale ― Svezia | Cronologia completa delle presenze e delle reti in nazionale ― Svezia | Cronologia completa delle presenze e delle reti in nazionale ― Svezia | Cronologia completa delle presenze e delle reti in nazionale ― Svezia |
| Data                                                                  | Città                                                                 | In casa                                                               | Risultato                                                             | Ospiti                                                                | Competizione                                                          | Reti                                                                  | Note                                                                  |
| --------------------------------------------------------------------- | --------------------------------------------------------------------- | --------------------------------------------------------------------- | --------------------------------------------------------------------- | --------------------------------------------------------------------- | --------------------------------------------------------------------- | --------------------------------------------------------------------- | --------------------------------------------------------------------- |
| 27-11-1999                                                            | Pretoria                                                              | Sudafrica                                                             | 1 – 0                                                                 | Svezia                                                                | Amichevole                                                            | -                                                                     | 88’                                                                   |
| 31-1-2000                                                             | La Manga                                                              | Svezia                                                                | 1 – 0                                                                 | Danimarca                                                             | Amichevole                                                            | -                                                                     | 51’                                                                   |
| 4-2-2000                                                              | La Manga                                                              | Svezia                                                                | 1 – 1                                                                 | Norvegia                                                              | Amichevole                                                            | -                                                                     | 51’ 78’                                                               |
| 16-8-2000                                                             | Reykjavík                                                             | Islanda                                                               | 2 – 1                                                                 | Svezia                                                                | Amichevole                                                            | -                                                                     | 46’                                                                   |
| 2-9-2000                                                              | Baku                                                                  | Azerbaigian                                                           | 0 – 1                                                                 | Svezia                                                                | Amichevole                                                            | 1                                                                     | 75’                                                                   |
| 7-10-2000                                                             | Göteborg                                                              | Svezia                                                                | 1 – 1                                                                 | Turchia                                                               | Qual. Mondiali 2002                                                   | -                                                                     | 63’                                                                   |
| 11-10-2000                                                            | Bratislava                                                            | Slovacchia                                                            | 0 – 0                                                                 | Svezia                                                                | Qual. Mondiali 2002                                                   | -                                                                     | 70’                                                                   |
| 10-2-2001                                                             | Bangkok                                                               | Thailandia                                                            | 1 – 4                                                                 | Svezia                                                                | Amichevole                                                            | 1                                                                     |                                                                       |
| 12-2-2001                                                             | Bangkok                                                               | Cina                                                                  | 2 – 2                                                                 | Svezia                                                                | Amichevole                                                            | -                                                                     |                                                                       |
| 14-2-2001                                                             | Bangkok                                                               | Qatar                                                                 | 0 – 0                                                                 | Svezia                                                                | Amichevole                                                            | -                                                                     | 70’                                                                   |
| 17-2-2001                                                             | Bangkok                                                               | Svezia                                                                | 3 – 0                                                                 | Cina                                                                  | Amichevole                                                            | -                                                                     |                                                                       |
| 28-2-2001                                                             | Ta' Qali                                                              | Malta                                                                 | 0 – 3                                                                 | Svezia                                                                | Amichevole                                                            | -                                                                     |                                                                       |
| 24-3-2001                                                             | Göteborg                                                              | Svezia                                                                | 1 – 0                                                                 | Macedonia                                                             | Qual. Mondiali 2002                                                   | 1                                                                     | 65’                                                                   |
| 28-3-2001                                                             | Chișinău                                                              | Moldavia                                                              | 0 – 2                                                                 | Svezia                                                                | Qual. Mondiali 2002                                                   | -                                                                     | 81’                                                                   |
| 25-4-2001                                                             | Ginevra                                                               | Svizzera                                                              | 0 – 2                                                                 | Svezia                                                                | Amichevole                                                            | 2                                                                     | 87’                                                                   |
| 2-6-2001                                                              | Stoccolma                                                             | Svezia                                                                | 2 – 0                                                                 | Slovacchia                                                            | Qual. Mondiali 2002                                                   | -                                                                     | 90’                                                                   |
| 6-6-2001                                                              | Göteborg                                                              | Svezia                                                                | 6 – 0                                                                 | Moldavia                                                              | Qual. Mondiali 2002                                                   | -                                                                     | 71’                                                                   |
| 15-8-2001                                                             | Stoccolma                                                             | Svezia                                                                | 3 – 0                                                                 | Sudafrica                                                             | Amichevole                                                            | -                                                                     | 46’                                                                   |
| 1-9-2001                                                              | Skopje                                                                | Macedonia                                                             | 1 – 2                                                                 | Svezia                                                                | Qual. Mondiali 2002                                                   | -                                                                     | 58’ 64’                                                               |
| 5-9-2001                                                              | Istanbul                                                              | Turchia                                                               | 1 – 2                                                                 | Svezia                                                                | Qual. Mondiali 2002                                                   | -                                                                     | 62’                                                                   |
| 7-10-2001                                                             | Stoccolma                                                             | Svezia                                                                | 3 – 0                                                                 | Azerbaigian                                                           | Qual. Mondiali 2002                                                   | 1                                                                     | 46’                                                                   |
| 10-11-2001                                                            | Manchester                                                            | Inghilterra                                                           | 1 – 1                                                                 | Svezia                                                                | Amichevole                                                            | -                                                                     | 46’                                                                   |
| 13-2-2002                                                             | Salonicco                                                             | Grecia                                                                | 2 – 2                                                                 | Svezia                                                                | Amichevole                                                            | -                                                                     |                                                                       |
| 27-3-2002                                                             | Malmö                                                                 | Svezia                                                                | 1 – 1                                                                 | Svizzera                                                              | Amichevole                                                            | -                                                                     | 82’                                                                   |
| 25-5-2002                                                             | Tokyo                                                                 | Giappone                                                              | 1 – 1                                                                 | Svezia                                                                | Amichevole                                                            | -                                                                     |                                                                       |
| 2-6-2002                                                              | Saitama                                                               | Inghilterra                                                           | 1 – 1                                                                 | Svezia                                                                | Mondiali 2002 - 1º turno                                              | -                                                                     | 56’                                                                   |
| 7-6-2002                                                              | Kobe                                                                  | Svezia                                                                | 2 – 1                                                                 | Nigeria                                                               | Mondiali 2002 - 1º turno                                              | -                                                                     | 83’                                                                   |
| 12-6-2002                                                             | Rifu                                                                  | Svezia                                                                | 1 – 1                                                                 | Argentina                                                             | Mondiali 2002 - 1º turno                                              | 1                                                                     | 68’                                                                   |
| 16-6-2002                                                             | Oita                                                                  | Svezia                                                                | 1 – 2 gg                                                              | Senegal                                                               | Mondiali 2002 - Ottavi di finale                                      | -                                                                     |                                                                       |
| 21-8-2002                                                             | Mosca                                                                 | Russia                                                                | 1 – 1                                                                 | Svezia                                                                | Amichevole                                                            | -                                                                     | 76’                                                                   |
| 12-10-2002                                                            | Stoccolma                                                             | Svezia                                                                | 1 – 1                                                                 | Ungheria                                                              | Qual. Euro 2004                                                       | -                                                                     |                                                                       |
| 16-10-2002                                                            | Göteborg                                                              | Svezia                                                                | 2 – 3                                                                 | Portogallo                                                            | Amichevole                                                            | -                                                                     |                                                                       |
| 20-11-2002                                                            | Teplice                                                               | Rep. Ceca                                                             | 3 – 3                                                                 | Svezia                                                                | Amichevole                                                            | -                                                                     |                                                                       |
| 12-2-2003                                                             | Radès                                                                 | Tunisia                                                               | 1 – 0                                                                 | Svezia                                                                | Amichevole                                                            | -                                                                     |                                                                       |
| 2-4-2003                                                              | Budapest                                                              | Ungheria                                                              | 1 – 2                                                                 | Svezia                                                                | Qual. Euro 2004                                                       | -                                                                     | 53’ 60’                                                               |
| 30-4-2003                                                             | Stoccolma                                                             | Svezia                                                                | 1 – 2                                                                 | Croazia                                                               | Amichevole                                                            | -                                                                     | 78’                                                                   |
| 7-6-2003                                                              | Serravalle                                                            | San Marino                                                            | 0 – 6                                                                 | Svezia                                                                | Qual. Euro 2004                                                       | -                                                                     | 57’                                                                   |
| 11-6-2003                                                             | Stoccolma                                                             | Svezia                                                                | 3 – 0                                                                 | Polonia                                                               | Qual. Euro 2004                                                       | 2                                                                     |                                                                       |
| 20-8-2003                                                             | Norrköping                                                            | Svezia                                                                | 1 – 2                                                                 | Grecia                                                                | Amichevole                                                            | 1                                                                     | 46’                                                                   |
| 6-9-2003                                                              | Göteborg                                                              | Svezia                                                                | 5 – 0                                                                 | San Marino                                                            | Qual. Euro 2004                                                       | -                                                                     | 65’                                                                   |
| 10-9-2003                                                             | Varsavia                                                              | Polonia                                                               | 0 – 2                                                                 | Svezia                                                                | Qual. Euro 2004                                                       | -                                                                     |                                                                       |
| 11-10-2003                                                            | Stoccolma                                                             | Svezia                                                                | 0 – 1                                                                 | Lettonia                                                              | Qual. Euro 2004                                                       | -                                                                     |                                                                       |
| 18-11-2003                                                            | Il Cairo                                                              | Egitto                                                                | 1 – 0                                                                 | Svezia                                                                | Amichevole                                                            | -                                                                     |                                                                       |
| 31-3-2004                                                             | Göteborg                                                              | Svezia                                                                | 1 – 0                                                                 | Inghilterra                                                           | Amichevole                                                            | -                                                                     | 46’                                                                   |
| 28-4-2004                                                             | Coimbra                                                               | Portogallo                                                            | 2 – 2                                                                 | Svezia                                                                | Amichevole                                                            | -                                                                     | 62’                                                                   |
| 28-5-2004                                                             | Tempere                                                               | Finlandia                                                             | 1 – 3                                                                 | Svezia                                                                | Amichevole                                                            | -                                                                     |                                                                       |
| 5-6-2004                                                              | Stoccolma                                                             | Svezia                                                                | 3 – 1                                                                 | Polonia                                                               | Amichevole                                                            | -                                                                     | 64’                                                                   |
| 14-6-2004                                                             | Lisbona                                                               | Svezia                                                                | 5 – 0                                                                 | Bulgaria                                                              | Euro 2004 - 1º turno                                                  | -                                                                     | 77’                                                                   |
| 18-6-2004                                                             | Porto                                                                 | Italia                                                                | 1 – 1                                                                 | Svezia                                                                | Euro 2004 - 1º turno                                                  | -                                                                     | 55’                                                                   |
| 26-6-2004                                                             | Faro                                                                  | Paesi Bassi                                                           | 0 – 0 dts (4 – 5 dtr)                                                 | Svezia                                                                | Euro 2004 - Quarti di finale                                          | -                                                                     | 81’                                                                   |
| 18-8-2004                                                             | Stoccolma                                                             | Svezia                                                                | 2 – 2                                                                 | Paesi Bassi                                                           | Amichevole                                                            | -                                                                     | 46’                                                                   |
| 4-9-2004                                                              | Ta' Qali                                                              | Malta                                                                 | 0 – 7                                                                 | Svezia                                                                | Qual. Mondiali 2006                                                   | -                                                                     |                                                                       |
| 8-9-2004                                                              | Göteborg                                                              | Svezia                                                                | 0 – 1                                                                 | Croazia                                                               | Qual. Mondiali 2006                                                   | -                                                                     | 73’                                                                   |
| 9-10-2004                                                             | Stoccolma                                                             | Svezia                                                                | 3 – 0                                                                 | Ungheria                                                              | Qual. Mondiali 2006                                                   | 1                                                                     | 80’                                                                   |
| 13-10-2004                                                            | Reykjavík                                                             | Islanda                                                               | 1 – 4                                                                 | Svezia                                                                | Qual. Mondiali 2006                                                   | -                                                                     |                                                                       |
| 9-2-2005                                                              | Saint-Denis                                                           | Francia                                                               | 1 – 1                                                                 | Svezia                                                                | Amichevole                                                            | -                                                                     | 42’                                                                   |
| 26-3-2005                                                             | Sofia                                                                 | Bulgaria                                                              | 0 – 3                                                                 | Svezia                                                                | Qual. Mondiali 2006                                                   | -                                                                     |                                                                       |
| 4-6-2005                                                              | Göteborg                                                              | Svezia                                                                | 6 – 0                                                                 | Malta                                                                 | Qual. Mondiali 2006                                                   | 1                                                                     | 62’                                                                   |
| 8-6-2005                                                              | Stoccolma                                                             | Svezia                                                                | 2 – 3                                                                 | Norvegia                                                              | Amichevole                                                            | -                                                                     |                                                                       |
| 8-10-2005                                                             | Zagabria                                                              | Croazia                                                               | 1 – 0                                                                 | Svezia                                                                | Qual. Mondiali 2006                                                   | -                                                                     | 71’                                                                   |
| 12-10-2005                                                            | Stoccolma                                                             | Svezia                                                                | 3 – 1                                                                 | Islanda                                                               | Qual. Mondiali 2006                                                   | -                                                                     | 74’                                                                   |
| 12-11-2005                                                            | Seul                                                                  | Corea del Sud                                                         | 2 – 2                                                                 | Svezia                                                                | Amichevole                                                            | -                                                                     | 72’                                                                   |
| 18-1-2006                                                             | Riad                                                                  | Arabia Saudita                                                        | 1 – 1                                                                 | Svezia                                                                | Amichevole                                                            | 1                                                                     |                                                                       |
| 23-1-2006                                                             | Abu Dhabi                                                             | Svezia                                                                | 0 – 0                                                                 | Giordania                                                             | Amichevole                                                            | -                                                                     | 58’                                                                   |
| 1-3-2006                                                              | Dublino                                                               | Irlanda                                                               | 3 – 0                                                                 | Svezia                                                                | Amichevole                                                            | -                                                                     | 61’                                                                   |
| 2-6-2006                                                              | Stoccolma                                                             | Svezia                                                                | 1 – 1                                                                 | Cile                                                                  | Amichevole                                                            | -                                                                     |                                                                       |
| 10-6-2006                                                             | Dortmund                                                              | Svezia                                                                | 0 – 0                                                                 | Trinidad e Tobago                                                     | Mondiali 2006 - 1º turno                                              | -                                                                     | 62’                                                                   |
| 16-8-2006                                                             | Gelsenkirchen                                                         | Germania                                                              | 3 – 0                                                                 | Svezia                                                                | Amichevole                                                            | -                                                                     |                                                                       |
| 2-9-2006                                                              | Riga                                                                  | Lettonia                                                              | 0 – 1                                                                 | Svezia                                                                | Qual. Euro 2008                                                       | -                                                                     | 71’                                                                   |
| 6-9-2006                                                              | Göteborg                                                              | Svezia                                                                | 3 – 1                                                                 | Liechtenstein                                                         | Qual. Euro 2008                                                       | -                                                                     | 57’ 71’                                                               |
| 7-10-2006                                                             | Stoccolma                                                             | Svezia                                                                | 2 – 0                                                                 | Spagna                                                                | Qual. Euro 2008                                                       | -                                                                     | 45+1’ 75’                                                             |
| 14-1-2007                                                             | Maracaibo                                                             | Venezuela                                                             | 2 – 0                                                                 | Svezia                                                                | Amichevole                                                            | -                                                                     | Cap.                                                                  |
| 18-1-2007                                                             | Cuenca                                                                | Ecuador                                                               | 2 – 1                                                                 | Svezia                                                                | Amichevole                                                            | -                                                                     | Cap. 59’                                                              |
| 21-1-2007                                                             | Quito                                                                 | Ecuador                                                               | 1 – 1                                                                 | Svezia                                                                | Amichevole                                                            | -                                                                     | Cap. 87’                                                              |
| 7-2-2007                                                              | Il Cairo                                                              | Egitto                                                                | 2 – 0                                                                 | Svezia                                                                | Amichevole                                                            | -                                                                     |                                                                       |
| 28-3-2007                                                             | Belfast                                                               | Irlanda del Nord                                                      | 2 – 1                                                                 | Svezia                                                                | Qual. Euro 2008                                                       | -                                                                     | 46’                                                                   |
| 2-6-2007                                                              | Copenaghen                                                            | Danimarca                                                             | 0 – 3 tav                                                             | Svezia                                                                | Qual. Euro 2008                                                       | -                                                                     |                                                                       |
| 6-6-2007                                                              | Stoccolma                                                             | Svezia                                                                | 5 – 0                                                                 | Islanda                                                               | Qual. Euro 2008                                                       | 1                                                                     |                                                                       |
| 8-9-2007                                                              | Stoccolma                                                             | Svezia                                                                | 0 – 0                                                                 | Danimarca                                                             | Qual. Euro 2008                                                       | -                                                                     | 69’                                                                   |
| 12-9-2007                                                             | Podgorica                                                             | Montenegro                                                            | 1 – 2                                                                 | Svezia                                                                | Amichevole                                                            | -                                                                     | 66’                                                                   |
| 13-10-2007                                                            | Vaduz                                                                 | Liechtenstein                                                         | 0 – 3                                                                 | Svezia                                                                | Qual. Euro 2008                                                       | 1                                                                     |                                                                       |
| 17-10-2007                                                            | Stoccolma                                                             | Svezia                                                                | 1 – 1                                                                 | Irlanda del Nord                                                      | Qual. Euro 2008                                                       | -                                                                     |                                                                       |
| 17-11-2007                                                            | Madrid                                                                | Spagna                                                                | 3 – 0                                                                 | Svezia                                                                | Qual. Euro 2008                                                       | -                                                                     |                                                                       |
| 21-11-2007                                                            | Stoccolma                                                             | Svezia                                                                | 2 – 1                                                                 | Lettonia                                                              | Qual. Euro 2008                                                       | -                                                                     |                                                                       |
| 13-1-2008                                                             | San José                                                              | Costa Rica                                                            | 0 – 1                                                                 | Svezia                                                                | Amichevole                                                            | -                                                                     | Cap. 46’                                                              |
| 19-1-2008                                                             | Carson City                                                           | Stati Uniti                                                           | 2 – 0                                                                 | Svezia                                                                | Amichevole                                                            | -                                                                     |                                                                       |
| 6-2-2008                                                              | Istanbul                                                              | Turchia                                                               | 0 – 0                                                                 | Svezia                                                                | Amichevole                                                            | -                                                                     | Cap. 67’                                                              |
| 26-3-2008                                                             | Londra                                                                | Svezia                                                                | 0 – 1                                                                 | Brasile                                                               | Amichevole                                                            | -                                                                     | 50’                                                                   |
| 26-5-2008                                                             | Göteborg                                                              | Svezia                                                                | 1 – 0                                                                 | Slovenia                                                              | Amichevole                                                            | -                                                                     | 46’                                                                   |
| 1-6-2008                                                              | Stoccolma                                                             | Svezia                                                                | 0 – 1                                                                 | Ucraina                                                               | Amichevole                                                            | -                                                                     | 56’                                                                   |
| 10-6-2008                                                             | Salisburgo                                                            | Grecia                                                                | 0 – 2                                                                 | Svezia                                                                | Euro 2008 - 1º turno                                                  | -                                                                     |                                                                       |
| 14-6-2008                                                             | Innsbruck                                                             | Svezia                                                                | 1 – 2                                                                 | Spagna                                                                | Euro 2008 - 1º turno                                                  | -                                                                     | 54’                                                                   |
| 18-6-2008                                                             | Innsbruck                                                             | Russia                                                                | 2 – 0                                                                 | Svezia                                                                | Euro 2008 - 1º turno                                                  | -                                                                     |                                                                       |
| 20-8-2008                                                             | Göteborg                                                              | Svezia                                                                | 2 – 3                                                                 | Francia                                                               | Amichevole                                                            | -                                                                     |                                                                       |
| 28-3-2009                                                             | Porto                                                                 | Portogallo                                                            | 0 – 0                                                                 | Svezia                                                                | Qual. Mondiali 2010                                                   | -                                                                     | 81’                                                                   |
| 1-4-2009                                                              | Belgrado                                                              | Serbia                                                                | 2 – 0                                                                 | Svezia                                                                | Amichevole                                                            | -                                                                     | 71’                                                                   |
| 10-6-2009                                                             | Göteborg                                                              | Svezia                                                                | 4 – 0                                                                 | Malta                                                                 | Qual. Mondiali 2010                                                   | -                                                                     |                                                                       |
| 12-8-2009                                                             | Stoccolma                                                             | Svezia                                                                | 1 – 0                                                                 | Finlandia                                                             | Amichevole                                                            | -                                                                     | 46’                                                                   |
| 5-9-2009                                                              | Budapest                                                              | Ungheria                                                              | 1 – 2                                                                 | Svezia                                                                | Qual. Mondiali 2010                                                   | -                                                                     | 22’                                                                   |
| 9-9-2009                                                              | Ta' Qali                                                              | Malta                                                                 | 0 – 1                                                                 | Svezia                                                                | Qual. Mondiali 2010                                                   | -                                                                     | 71’                                                                   |
| 10-10-2009                                                            | Copenaghen                                                            | Danimarca                                                             | 1 – 0                                                                 | Svezia                                                                | Qual. Mondiali 2010                                                   | -                                                                     |                                                                       |
| 14-10-2009                                                            | Stoccolma                                                             | Svezia                                                                | 4 – 1                                                                 | Albania                                                               | Qual. Mondiali 2010                                                   | 1                                                                     | 28’                                                                   |
| 18-11-2009                                                            | Cesena                                                                | Italia                                                                | 1 – 0                                                                 | Svezia                                                                | Amichevole                                                            | -                                                                     | Cap.                                                                  |
| 20-1-2010                                                             | Mascate                                                               | Oman                                                                  | 0 – 1                                                                 | Svezia                                                                | Amichevole                                                            | 1                                                                     | Cap. 64’                                                              |
| 23-1-2010                                                             | Damasco                                                               | Siria                                                                 | 1 – 1                                                                 | Svezia                                                                | Amichevole                                                            | -                                                                     | Cap. 69’                                                              |
| 3-3-2010                                                              | Swansea                                                               | Galles                                                                | 0 – 1                                                                 | Svezia                                                                | Amichevole                                                            | -                                                                     | Cap.                                                                  |
| 29-5-2010                                                             | Stoccolma                                                             | Svezia                                                                | 4 – 2                                                                 | Bosnia ed Erzegovina                                                  | Amichevole                                                            | -                                                                     | Cap.                                                                  |
| 11-8-2010                                                             | Stoccolma                                                             | Svezia                                                                | 3 – 0                                                                 | Scozia                                                                | Amichevole                                                            | -                                                                     | 73’                                                                   |
| 3-9-2010                                                              | Stoccolma                                                             | Svezia                                                                | 2 – 0                                                                 | Ungheria                                                              | Qual. Euro 2012                                                       | -                                                                     | 33’                                                                   |
| 12-10-2010                                                            | Amsterdam                                                             | Paesi Bassi                                                           | 4 – 1                                                                 | Svezia                                                                | Qual. Euro 2012                                                       | -                                                                     |                                                                       |
| 17-11-2010                                                            | Göteborg                                                              | Svezia                                                                | 0 – 0                                                                 | Germania                                                              | Amichevole                                                            | -                                                                     | Cap.                                                                  |
| 19-1-2011                                                             | Città del Capo                                                        | Svezia                                                                | 2 – 1                                                                 | Botswana                                                              | Amichevole                                                            | 1                                                                     | Cap.                                                                  |
| 22-1-2011                                                             | Nelspruit                                                             | Sudafrica                                                             | 1 – 1                                                                 | Svezia                                                                | Amichevole                                                            | -                                                                     | Cap. 57’                                                              |
| 9-2-2011                                                              | Nicosia                                                               | Svezia                                                                | 1 – 1                                                                 | Ucraina                                                               | Amichevole                                                            | -                                                                     | 22’ 78’                                                               |
| 3-6-2011                                                              | Chișinău                                                              | Moldavia                                                              | 1 – 4                                                                 | Svezia                                                                | Qual. Euro 2012                                                       | -                                                                     | Cap.                                                                  |
| 7-6-2011                                                              | Stoccolma                                                             | Svezia                                                                | 5 – 0                                                                 | Finlandia                                                             | Qual. Euro 2012                                                       | -                                                                     | Cap.                                                                  |
| 10-8-2011                                                             | Kiev                                                                  | Ucraina                                                               | 0 – 1                                                                 | Svezia                                                                | Amichevole                                                            | -                                                                     | Cap.                                                                  |
| 2-9-2011                                                              | Budapest                                                              | Ungheria                                                              | 2 – 1                                                                 | Svezia                                                                | Qual. Euro 2012                                                       | -                                                                     | 53’                                                                   |
| 6-9-2011                                                              | Serravalle                                                            | San Marino                                                            | 0 – 5                                                                 | Svezia                                                                | Qual. Euro 2012                                                       | -                                                                     | 65’                                                                   |
| 7-10-2011                                                             | Helsinki                                                              | Finlandia                                                             | 1 – 2                                                                 | Svezia                                                                | Qual. Euro 2012                                                       | -                                                                     | 54’                                                                   |
| 11-10-2011                                                            | Stoccolma                                                             | Svezia                                                                | 3 – 2                                                                 | Paesi Bassi                                                           | Qual. Euro 2012                                                       | -                                                                     | Cap.                                                                  |
| 11-11-2011                                                            | Copenaghen                                                            | Danimarca                                                             | 2 – 0                                                                 | Svezia                                                                | Amichevole                                                            | -                                                                     | 85’                                                                   |
| 15-11-2011                                                            | Londra                                                                | Inghilterra                                                           | 1 – 0                                                                 | Svezia                                                                | Amichevole                                                            | -                                                                     | 70’                                                                   |
| 18-1-2012                                                             | Doha                                                                  | Svezia                                                                | 2 – 0                                                                 | Bahrein                                                               | Amichevole                                                            | -                                                                     | Cap. 88’                                                              |
| 23-1-2012                                                             | Doha                                                                  | Qatar                                                                 | 0 – 5                                                                 | Svezia                                                                | Amichevole                                                            | -                                                                     | Cap.                                                                  |
| 29-2-2012                                                             | Zagabria                                                              | Croazia                                                               | 1 – 3                                                                 | Svezia                                                                | Amichevole                                                            | -                                                                     | 46’                                                                   |
| 5-6-2012                                                              | Stoccolma                                                             | Svezia                                                                | 2 – 1                                                                 | Serbia                                                                | Amichevole                                                            | -                                                                     | 87’                                                                   |
| 11-6-2012                                                             | Kiev                                                                  | Ucraina                                                               | 2 – 1                                                                 | Svezia                                                                | Euro 2012 - 1º turno                                                  | -                                                                     | 62’                                                                   |
| 15-6-2012                                                             | Kiev                                                                  | Svezia                                                                | 2 – 3                                                                 | Inghilterra                                                           | Euro 2012 - 1º turno                                                  | -                                                                     | 90+1’                                                                 |
| 19-6-2012                                                             | Kiev                                                                  | Svezia                                                                | 2 – 0                                                                 | Francia                                                               | Euro 2012 - 1º turno                                                  | -                                                                     | 70’ 78’                                                               |
| 15-8-2012                                                             | Stoccolma                                                             | Svezia                                                                | 0 – 3                                                                 | Brasile                                                               | Amichevole                                                            | -                                                                     | 64’                                                                   |
| 6-9-2012                                                              | Helsingborg                                                           | Svezia                                                                | 1 – 0                                                                 | Cina                                                                  | Amichevole                                                            | -                                                                     | 88’                                                                   |
| 11-9-2012                                                             | Malmö                                                                 | Svezia                                                                | 2 – 0                                                                 | Kazakistan                                                            | Qual. Mondiali 2014                                                   | -                                                                     | 63’                                                                   |
| 12-10-2012                                                            | Tórshavn                                                              | Fær Øer                                                               | 1 – 2                                                                 | Svezia                                                                | Qual. Mondiali 2014                                                   | -                                                                     | 62’                                                                   |
| 14-11-2012                                                            | Stoccolma                                                             | Svezia                                                                | 4 – 2                                                                 | Inghilterra                                                           | Amichevole                                                            | -                                                                     | 61’                                                                   |
| 23-1-2013                                                             | Chiang Mai                                                            | Corea del Nord                                                        | 1 – 1                                                                 | Svezia                                                                | Amichevole                                                            | -                                                                     | Cap.                                                                  |
| 26-1-2013                                                             | Chiang Mai                                                            | Svezia                                                                | 3 – 0                                                                 | Finlandia                                                             | Amichevole                                                            | 1                                                                     | Cap. 20’                                                              |
| 6-2-2013                                                              | Stoccolma                                                             | Svezia                                                                | 2 – 3                                                                 | Argentina                                                             | Amichevole                                                            | -                                                                     | 61’                                                                   |
| 26-3-2013                                                             | Žilina                                                                | Slovacchia                                                            | 0 – 0                                                                 | Svezia                                                                | Amichevole                                                            | -                                                                     | Cap. 46’                                                              |
| 7-6-2013                                                              | Vienna                                                                | Austria                                                               | 2 – 1                                                                 | Svezia                                                                | Qual. Mondiali 2014                                                   | -                                                                     | 61’                                                                   |
| 11-6-2013                                                             | Stoccolma                                                             | Svezia                                                                | 2 – 0                                                                 | Fær Øer                                                               | Qual. Mondiali 2014                                                   | -                                                                     | 57’                                                                   |
| 14-8-2013                                                             | Stoccolma                                                             | Svezia                                                                | 4 – 2                                                                 | Norvegia                                                              | Amichevole                                                            | 1                                                                     | 60’                                                                   |
| 6-9-2013                                                              | Dublino                                                               | Irlanda                                                               | 1 – 2                                                                 | Svezia                                                                | Qual. Mondiali 2014                                                   | 1                                                                     | 68’                                                                   |
| 10-9-2013                                                             | Astana                                                                | Kazakistan                                                            | 0 – 1                                                                 | Svezia                                                                | Qual. Mondiali 2014                                                   | -                                                                     | 87’                                                                   |
| 11-10-2013                                                            | Stoccolma                                                             | Svezia                                                                | 2 – 1                                                                 | Austria                                                               | Qual. Mondiali 2014                                                   | -                                                                     | 81’                                                                   |
| 15-10-2013                                                            | Stoccolma                                                             | Svezia                                                                | 3 – 5                                                                 | Germania                                                              | Qual. Mondiali 2014                                                   | -                                                                     | 59’                                                                   |
| 15-11-2013                                                            | Lisbona                                                               | Portogallo                                                            | 1 – 0                                                                 | Svezia                                                                | Qual. Mondiali 2014                                                   | -                                                                     | 78’                                                                   |
| 19-11-2013                                                            | Stoccolma                                                             | Svezia                                                                | 2 – 3                                                                 | Portogallo                                                            | Qual. Mondiali 2014                                                   | -                                                                     | 46’ 61’                                                               |
| Totale                                                                |                                                                       | Presenze (1º posto)                                                   | 148                                                                   |                                                                       | Reti                                                                  | 21                                                                    |                                                                       |

## Palmarès
- Allsvenskan: 2

Elfsborg: 2006, 2012
- Svenska Cupen: 2

Elfsborg: 2001, 2014
- Supercoppa di Svezia: 1

Elfsborg: 2007